# Never Trust a Best-of
Albums de Les Wampas
Les Wampas font la gueule
(2014) Evangelisti
(2017)
Never Trust a Best-of est une compilation du groupe de punk français Les Wampas, parue en 2015. La version physique de cette compilation comporte trois disques : un premier CD composé de 27 titres issus des 11 albums précédents des Wampas, un second CD composé de 25 titres rares ou inédits, certains complètement inconnus du grand public mais pour la plupart déjà sortis sur des singles ou des compilations et enfin un DVD contenant le troisième volet du documentaire de David Vallet sur le groupe intitulé For The Rock 3.

## Liste des pistes

### CD 1: Best of
1. Wampas
2. Shalala
3. Ballroom Blitz
4. Le Seigneur est une fleur
5. J'ai quitté mon pays
6. Petite fille
7. Vie, mort et résurrection d'un papillon
8. Ce soir c'est Noël
9. L'Éternel
10. Quelle joie le Rock'n Roll
11. Les îles au soleil (los)
12. Comme un ange (qui pleure)
13. Les bottes rouges
14. Trop précieux
15. C'est l'amour
16. For the rock
17. Jalabert
18. J'ai avalé une mouche
19. Comme un punk en hiver
20. Manu Chao
21. L'aquarium tactile
22. Chirac en prison
23. Rimini
24. U.N.I.V.E.R.S.AL
25. Les Wampas sont la preuve que Dieu existe
26. Je voudrais
27. Mars 78

### CD 2: Titres rares et inédits
1. Austerlitz (Issu des sessions de Les Wampas sont la preuve que Dieu existe)[1]
2. Faut voter pour nous (titre composé pour les éliminatoires français du concours Eurovision de la chanson 2007, présent sur l'édition limitée de Rock 'n' Roll Part 9)[1]
3. I love you (titre acoustique de la période Kiss)[1],[2]
4. L.A.
5. Morricone (Issu des sessions de Les Wampas sont la preuve que Dieu existe)[1]
6. Yesterday
7. Punk ouvrier (version alternative d'un titre présent sur Taisez Moi l'album solo de Didier Wampas)[1]
8. Red Boots Reggae (Version Reggae du titre Les Bottes Rougese joué par les Fantastics Wampas, issu de la compilation  Let's Skank! Volume 3 - Patate Records Connection)[3]
9. Rimini italiano (Version italienne du titre Rimini)[1]
10. Tout comprendre (Face B du maxi Trop Précieux)[1],[4]
11. Ansleep (titre acoustique de la période Kiss)[1],[2]
12. Bom bom (Face B du maxi Trop Précieux)[1],[4]
13. Ska à Saint-Tropez (Titre joué par les Fantastics Wampas, issu de la compilation  Let's Skank! Volume 3 - Patate Records Connection)[3]
14. Le Télégramme de Brest (Version piano du titre Le Télégramme de Brest)[1]
15. Nadine expert (titre acoustique de la période Kiss)[1],[2]
16. Tes yeux sont si bleux
17. Patrick Juvet (Face B du single J’ai avalé une mouche)[5]
18. Il y avait une vache (Face B du single Chirac en prison)[6]
19. CGT (Face B du single Manu Chao)[7]
20. Lejoux ami
21. Sheila (Face B du single Je t'ai donné ma vie)[8]
22. Et si c'était à refaire
23. Gaspésie Alt (Version alernative d'un titre présent sur Rock 'n' Roll Part 9)[1]
24. Iznogoud
25. Je n'ai plus que des amis

### DVD
1. For The Rock 3